# Jablonec (Slovacchia)
Jablonec (in ungherese Halmos, in tedesco Halmesch) è un comune della Slovacchia facente parte del distretto di Pezinok, nella regione di Bratislava.